# Castell d'Annecy
El castell d'Annecy (en francès Château d'Annecy) és un castell restaurat que domina la vella ciutat d'Annecy, en el departament Haute-Savoie de la regió Rhône-Alps de França. Va ser comprat per la ciutat i convertit en museu. Des del 12 d'octubre de 1959, forma part dels monuments històrics del país.

## Història
El castell va ser construït entre els segles XII i XVI. Va servir de residència als comtes de Ginebra i als ducs de Genevois-Nemours. Diverses vegades va ser víctima d'incendis, motiu pel qual cosa va ser abandonat al segle xvii, sent posteriorment restaurat per servir com a caserna fins a l'any 1947.
La ciutat d'Annecy va adquirir el castell l'any 1953, restaurant-ho amb l'ajuda dels Monuments històrics, i va instal·lar-hi un museu. Des de 1993, la Torre i la Logis Perrière (habitatge Perrière) han albergat un observatori: l'Observatoire régional des lacs alpins (l'Observatori regional dels llacs alpins).

## Descripció
- La Torre de la Reina, massissa, és la part (partida) més antiga del castell, data del segle xii. Les seves parets tenen un espessor de més de quatre metres.
- L'Habitatge Vell
- L'Habitatge Nemours
- L'Habitatge Nou
- La Torre i l'Habitatge Perrière al fons del tribunal (pati) daten del segle xv.
- La terrassa ofereix una vista en altura sobre la ciutat vella, els seus carrerons estrets i les seves teulades entrellaçades

## L'observatori regional dels llacs alpins
Les exposicions que inclou l'observatori abasten el següent:
- Arqueologia sobre els primers habitants del llac
- Aquaris que presenten peixos dels diferents tipus de llac muntanyenc
- Una maqueta del llac d'Annecy i de les muntanyes que ho envolten
- Maquetes que mostren l'evolució dels pots en el llac
- Material de pesca utilitzat en els llacs alpins
- Aus

## Museu d'art popular alpí
En el Museu d'art popular alpí (Musée d'art populaire alpin) trobem nombroses escultures i pintures regionals, així com una col·lecció important de mobles que daten del segle xv en endavant, objectes esculpits, fotografies i maquetes de xalets alpins.
A més de les exposicions permanents, també s'exposen freqüentment art clàssic i contemporani.

## Galeria

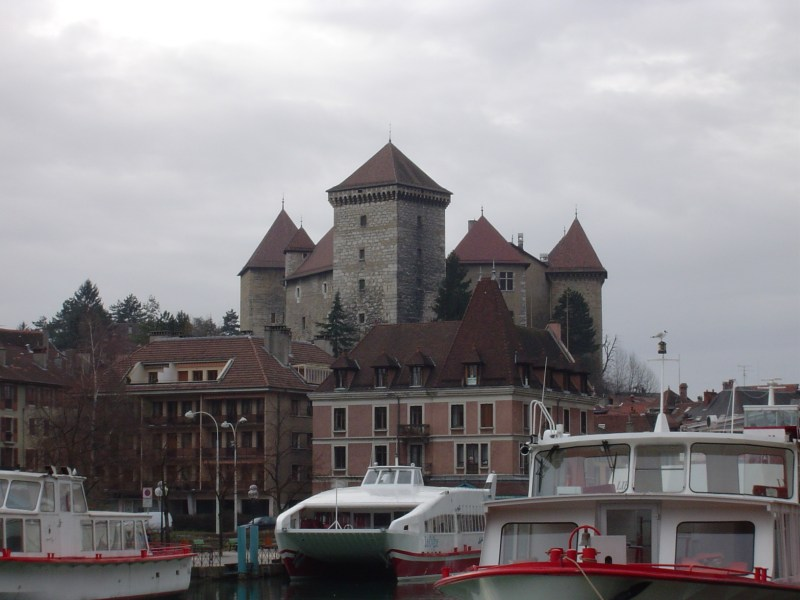
Vista del castell
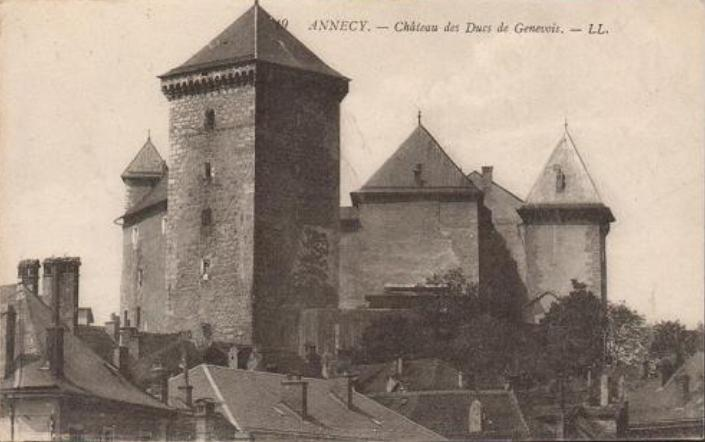
Postal de 1910 amb la imatge del Castell d'Annecy.
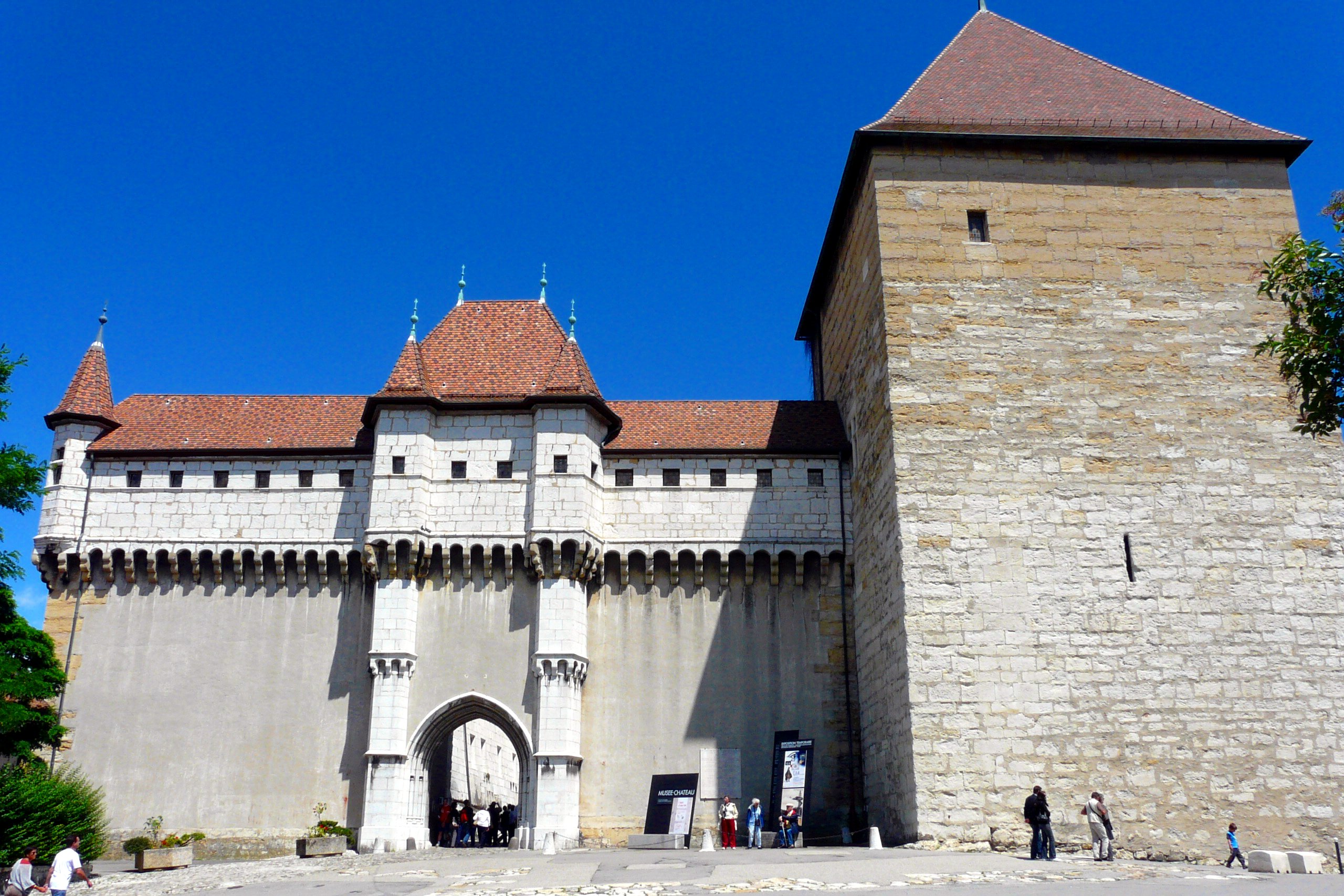
Porta d'entrada al castell.